# Whole Foods Market
Whole Foods Market Inc. là chuỗi siêu thị của Mỹ chuyên bán các sản phẩm không chứa chất béo hydro hóa và màu nhân tạo, hương liệu, chất bảo quản và chất làm ngọt. Là chuỗi cung ứng sản phẩm hữu cơ duy nhất được chứng nhận USDA tại Hoa Kỳ, nổi tiếng với các lựa chọn hữu cơ. Whole Foods có 500 cửa hàng tại Bắc Mỹ và ở Anh tính đến  ngày 4 tháng 3 năm 2019.
Vào ngày 23 tháng 8 năm 2017, có thông báo rằng Ủy ban Thương mại Liên bang đã phê duyệt việc sáp nhập giữa Amazon và Whole Food Market; thỏa thuận này đã được kết thúc vào ngày 28 Tháng Tám 2017.